# Encyclopédie capricieuse du tout et du rien
L'Encyclopédie capricieuse du tout et du rien est un essai de Charles Dantzig publié en janvier 2009 chez Grasset, récipiendaire du prix Duménil.

## Résumé
L'Encyclopédie capricieuse du tout et du rien est un livre uniquement composé de listes, regroupées par thèmes, de la « Liste de lieux sublimes » à la « Liste de livres que je sauverais du feu ». Charles Dantzig a mis plus de 10 ans à l'écrire, puisque « l'idée le poursuivait depuis 1996 ».

## Réception critique
L'encyclopédie de Charles Dantzig connaît un succès critique et public, comme son Dictionnaire égoïste de la littérature française paru en 2005. Le Monde des livres le classe parmi les 25 livres incontournables de la rentrée littéraire de janvier 2009.
François Fillon, invité du Grand Journal de Canal+ en janvier 2009, cite Charles Dantzig — qu'il considère comme l'un des meilleurs écrivains français vivants — à propos d'un problème de chaussettes.
Les critiques parisiens saluent le livre en ces termes :
- « Dantzig, c'est notre chic de La Mirandole. » (Grégoire Leménager, L'Obs)[1]
- « C'est la bonne nouvelle de ce début d'année : Bernard Frank et Françoise Sagan ont eu un fils caché, et il se nomme Charles Dantzig. » (François Dufay dans L'Express)[4]
- « Cet hiver, portez du Dantzig. » (Christrophe Ono-dit-Biot, Le Point)[5]
- « Parmi les règles qu'il propose, il en est une qu'il ne s'applique pas : "Chassez le brio : il vous ferait chasser." » (Dominique Noguez, Le Figaro)[6]

Dans Marianne (31 janvier 2009), Joseph Macé-Scaron relève que l’Encyclopédie capricieuse est « un projet qui s'inscrit dans une tradition littéraire. Dans un des ultimes aphorismes de Minima Moralia, Adorno dit, en substance, qu'il est désormais important d'imaginer toute chose du point de vue de la rédemption. Eh bien, Dantzig, d'une manière apparemment détachée, a choisi de répondre à ce sauvetage réclamé. Derrière la désinvolture mondaine, il y a une démarche profonde, derrière l'humour d'un écrivain dandy perce le souci du monde. Et puis il y a le style. »

« C'est probablement un travail sans précédent : faire l'inventaire de son cerveau comme on le ferait de son bureau. Un livre singulier, buissonnier, pittoresque, fantaisiste, extravagant, mais aussi amusant, insolent, passionnant, poétique, séduisant, irritant, utile, futile, toujours intelligent. Ça fourmille, ça gambade, ça digresse, ça pétarade, ça prolifère. Charles Dantzig est intenable. Il a tout lu, tout vu, tout entendu, tout retenu. »

« À l’écoulement, il oppose l’instant ; l’instant comme ultime barricade contre l’oubli et, à terme, la mort. Dans cette perspective, l’Encyclopédie capricieuse du tout et du rien est son chef-d’œuvre. Ce n’est que par conformisme qu’on pourrait croire que ce livre est un essai, il faudrait, en fait, le lire comme un roman dont le narrateur est perdu dans un immense maelström de sensibilité. Le premier roman sans personnage. »

— Arthur Chevallier, La Règle du jeu, mai 2012

## Traductions et adaptations
En mai 2009, la traduction d'un extrait de l'encyclopédie est publiée par le prestigieux Harper's Magazine sous le titre Objectif lune ; la traduction italienne du livre est parue chez Archinto en 2011.